# Pterigota
Pterigota (lat. Pterygota), rod vazdazelenih grmova i drveća iz porodice sljezovki raširen po tropskim predjelima Azije, Amerike i Afrike. Blizu 20 priznatih vrsta.
Rod je nekada bio klasificiran u porodicu lajničevki (Sterculiaceae).

## Vrste
1. Pterygota adolfi-friederici Engl. & K.Krause
2. Pterygota alata (Roxb.) R.Br.
3. Pterygota amazonica L.O.Williams ex Dorr
4. Pterygota augouardii Pellegr.
5. Pterygota bequaertii De Wild.
6. Pterygota brasiliensis Allemão
7. Pterygota bureavii Pierre
8. Pterygota colombiana Cuatrec.
9. Pterygota excelsa (Standl. & L.O.Williams) Kosterm.
10. Pterygota forbesii F.Muell.
11. Pterygota horsfieldii (R.Br.) Kosterm.
12. Pterygota kamerunensis K.Schum. & Engl.
13. Pterygota macrocarpa K.Schum.
14. Pterygota madagascariensis Arènes
15. Pterygota mildbraedii Engl.
16. Pterygota papuana Warb.
17. Pterygota perrieri Hochr.
18. Pterygota schoorkopfii Engl.
19. Pterygota schweinfurthii Engl.
20. Pterygota thwaitesii (Mast.) Alston
21. Pterygota trinervia K.Schum.